# مذهب تصوري

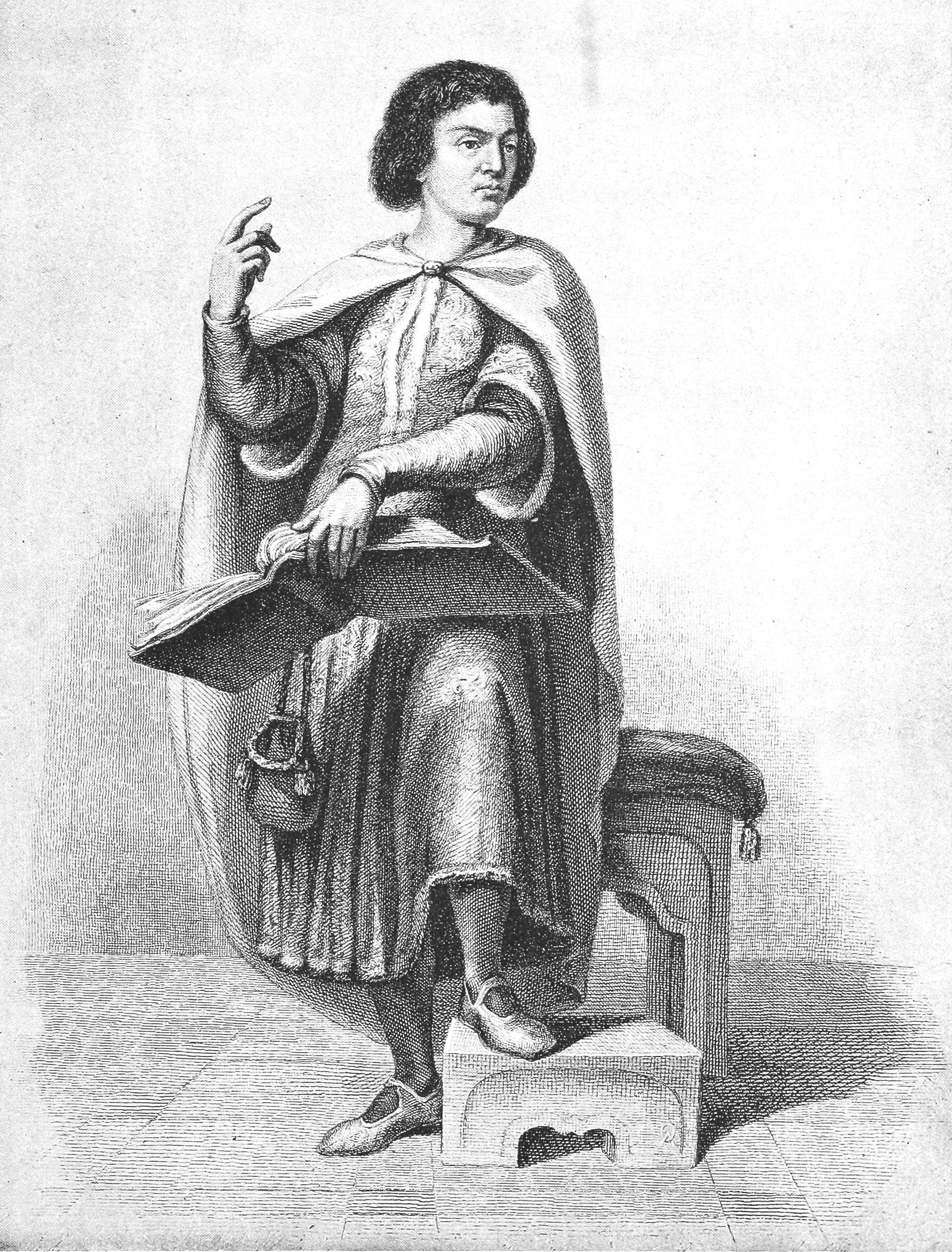

المذهب المعنوي أو التصورية هو نظرية فلسفية تفسر الطابع الكلي للكيانات باعتبارها أُطرًا تصورية تقع داخل العقل الفكري. ونظرًا لوقوعها وسط الاسمية والواقعية، تنتهج الرؤية التصورية المفهوم الميتافيزيقي للمسلمات من المنظور الذي ينفي وجودها في كيانات خارج تصور العقل لها.

## المذهب التصوري في الفلسفة المدرسية
أدى تطور المصطلحات الدراسية الأخيرة إلى ظهور المذهب التصوري، الذي نشأ من التعاليم التي كانت تعتبر سابقًا اسمية. وجاء هذا التمييز الاصطلاحي للتأكيد على الفارق بين الادعاء بأن الأفعال العقلية الكلية تتوافق مع الأشياء المتعمدة الكلية والمنظور الذي يرفض وجود المسلمات خارج العقل. وقد تم تعريف المذهب التصوري بوضوح بأنه المنظور الأخير من رفض الكليات الموضوعية.
كان بيتر أبيلار مفكرًا في العصور الوسطى والذي يتم تصنيف أعماله حاليًا على أنها تمتلك أكثر الإمكانات في تمثيل جذور المذهب التصوري. وقد أنكرت وجهة نظر أبيلار وجود المسلمات المحددة ضمن الأشياء، مقترحًا الادعاء الذي يقول بأن المعنى لا يتم بناؤه إلا بموجب المذهب التصوري. كان ويليام الأوكامي مفكرًا آخر ظهر في أواخر العصور الوسطى وكان لديه حل تصوري صارم للمشكلة الميتافيزيقية المتعلقة بالمسلمات. وقال إن المفاهيم المجردة لا أساس لها خارج العقل، وإن الغرض الذي تهدف إليه هو بناء معنى في عالم مختلف لا معنى له.
في القرن السابع عشر اكتسب المذهب التصوري تأييدًا لبعض العقود خاصة بين اليسوعيين :هورتادو دي مندوزا، ورودريجو دي أرياجا، وفرانسيسكو أوفييدو وهم الشخصيات الرئيسية. وعلى الرغم من سرعة عودة الأمر إلى المزيد من الفلسفة الواقعية لفرانسيسكو سواريز، فقد كان لأفكار هؤلاء اليسوعيون تأثير كبير على مفكري العصر الحديث المعاصرين الأوائل.

## المذهب التصوري الحديث
تبنى معظم المفكرين الأوائل في العصر الحديث مثل رينيه ديكارت، أو جون لوك، أو غوتفريد لايبنتس المذهب التصوري إما بشكل صريح أو ضمني - وأحيانًا بشكل مبسط جدًا مقارنة بالنظريات الدراسية المفصلة.
وأحيانًا ينطبق هذا المصطلح حتى على الفلسفة المختلفة اختلافًا جذريًا عن كانت، الذي يرى أن المسلمات ليس لها علاقة بالأشياء الخارجية لأنها أنتجت حصريًا من خلال هياكلنا ووظائفنا العقلية البديهية. ومع ذلك، فإن هذا التطبيق لمصطلح «المذهب التصوري» ليس تطبيقًا معتادًا جدًا، لأن مشكلة المسلمات يمكن، بالمعنى الدقيق للكلمة، أن تثار بصورة مجدية ضمن إطار نظرية المعرفة التقليدية قبل كانت.